# Vaux-sur-Seine
Vaux-sur-Seine – miejscowość i gmina we Francji, w regionie Île-de-France, w departamencie Yvelines. Przez miejscowość przepływa Sekwana. 
Według danych na rok 1990 gminę zamieszkiwało 3790 osób, a gęstość zaludnienia wynosiła 449 osób/km² (wśród 1287 gmin regionu Île-de-France Vaux-sur-Seine plasuje się na 373. miejscu pod względem liczby ludności, natomiast pod względem powierzchni na miejscu 458.).